# Робинсон, Джон Питер
Джон Пи́тер Ро́бинсон (англ. John Peter Robinson; род. 16 сентября 1945, Бакингемшир) — британский композитор, музыкант и аранжировщик, писавший музыку для фильмов и телевизионных сериалов.

## Исполнение музыки
Он изучал фортепиано и композицию в Королевской академии музыки и в 1970-х годах сотрудничал в качестве сессионного клавишника с исполнителями Бренд Х, Фил Коллинз, Майк Резерфорд, Шон Филлипс, Quatermass, Sun Treader / Morris Pert, Carly, Саймон, Брайан Ферри, Stealers Wheel, Эндрю Ллойд Уэббер и другими.
В качестве поп-аранжировщика он также сотрудничал с Эриком Клэптоном, Manhattan Transfer, Al Jarreau и Мелиссой Этеридж.

## Написание музыки
Джон Питер Робинсон написал музыку к фильмам «Верующие» (1987) «Поцелуй» (1988), «Коктейль» (1988) «Слепая ярость» (1989), «Мир Уэйна» (1992), «Новый кошмар Уэса» (1994), «Горец 3: Последнее измерение» (1994), «Вампир в Бруклине» (1995), «Огненный шторм» (1998), «Самый быстрый «Индиан»» (2005) и «Ограбление на Бейкер-Стрит» (2008), «Голодный кролик атакует» (2012).
Робинсон также писал музыку для телевизионных фильмов и сериалов, включая «Чудеса года», «Жуткий Индиан», «Байки из склепа», Spawn Тодд Макфарлеен, The Outer Limits, и Зачарованные.
Он написал музыку в соавторстве с композитором Михаэлем Хенигом к фильмам «Дух мщения» (1986), «Врата» (1987) и «Капля» (1988). Написал музыку для фильма 1989 года «Волшебник», а также две песни из фильма «Укрытие» (2007) и музыку к десяткам эпизодов сериала «Зачарованные».

## Личная жизнь
C 2000-го года женат на дизайнере и продюсере Дениз Хадсон.

## Фильмография (частичная)
- Полицейская история (1985) — американская домашняя видео версия
- Дух мщения (1986) — с Михаэлем Хенигом
- Ворота (1987) — с Михаэлем Хенигом
- Возвращение живых мертвецов, часть II (1987)
- Верующие (1987)
- Полицейская история 2 (1988) — американская домашняя видео версия
- Капля (1988) — с Михаэлем Хенигом
- Коктейль (1988)
- Поцелуй (1988)
- Слепая ярость (1989)
- Волшебник (1989)
- Человек в кадиллаке (1990)
- Мир Уэйна (1992)
- Замороженный калифорниец (1992)
- Новый Кошмар Уэса Крэйвена (1994) — Темы Чарльза Бернштейна
- Горец 3: Последнее измерение (1994) — Темы Майкла Камена
- Разборка в Бронксе (1995) — с Натаном Вонгом
- Потрошитель разума (1995)
- Вампир в Бруклине (1995)
- Полицейская история 4: Первый удар (1996) — англоязычная версия
- Мистер крутой (1997)
- Огненный шторм (1998)
- Годзилла: Миллениум (1999) — с Такаюки Хаттори
- Детройт — город рока (1999)
- 15 минут (2001)
- Орудие убийства (2002)
- Бипер (2002)
- Самый быстрый индиан (2005)
- Quinceañera (2006)
- Приют (2007)
- Ограбление на Бейкер-Стрит (2008)
- Голубая волна 2 (2011)
- Голодный кролик атакует (2011)
- Небесный пол (2016)
- Безумные семейки (2017)